# Теверов Руслан Артурович
Руслан Артурович Теверов (біл. Руслан Артуравіч Цевераў, рос. Руслан Артурович Теверов; * 1 травня 1994, Вітебськ, Білорусь) — білоруський футболіст , нападник клубу «Шахтар (Солігорськ)».